# Jan Agrell
Jan Götrik Kristofer Agrell, född 6 augusti 1918 i Lund, död 3 april 2005, var en svensk forskare i pedagogik och psykologi som var verksam vid Militärpsykologiska institutet (MPI) och Försvarets forskningsanstalt (FOA). Agrell är författare till flera svenska militära läroböcker med psykologiskt innehåll.

## Biografi
Jan Agrell var son till Sigurd Agrell, professor i slaviska språk i Lund, och gymnastikdirektören Anna Elvira Osterman. Agrell studerade vid Lunds universitet, där han blev filosofie kandidat, och därefter filosofie licentiat 1946 samt filosofie doktor 1949 på avhandlingen Nyinrättade professurer inom filosofiska fakulteten i Lund under 1800-talets första hälft. 1950 blev han docent i pedagogik och pedagogisk psykologi vid Uppsala universitet, där han verkade vid den pedagogiska institutionen fram till år 1955.
1955 blev Agrell chef för det nybildade MPI i Stockholm, och förblev dess chef till MPI införlivades i FOA 1974. Han fick under sin chefstid vid MPI tjänstetiteln militäröverpsykolog. Han deltog i att utforma ett nytt uttagningssystem för värnpliktiga och var ledamot av vapenfrinämnden från 1966. 1973 tillades Agrell professors namn. Han var fortsatt verksam vid FOA till sin pensionering 1983, och därefter som konsult vid FOA och försvarsdepartementet till 1990.
Agrell var ledamot av Krigsvetenskapsakademien från 1959. Han var gift med filosofie kandidat Estrid Ehrenberg och far till Wilhelm Agrell. Han var bror till zoofysiologen Ivar Agrell. Jan Agrell är begravd på Augerums kyrkogård.